# Harrison C. Davies
Harrison Cleere Davies (nacido el 20 de octubre de 1990 en Miami, Florida) es un actor estadounidense de cine y teatro.

## Cine
Davies aparecía como el estudiante preocupado "Sport" en la película independiente "Horsepower" en 2005. Después era en la película de Holocaust "My Way." La película negra y blanca poderosa gana la atención de aficionados en Miami por su historia de amor hermosa, contenida histórica, and y ropa excelente. Davies es en la comedia nueva My Sexiest Year, con Frankie Muniz y Harvey Keitel, que va a estar en el cine en la primavera de 2007.

## Teatro
Davies todavía está en el teatro en Miami. Unos de sus papeles recientes eran en Annie, Oliver, Alice in Wonderland, Haunted Hill High, A Connecticut Yankee in King Arthur's Court, Joseph and the Amazing Technicolor Dreamcoat, A Christmas Carol, The Bald Soprano, The Pilgrimage, Twelfth Night, As You Like It, y Grease.